# Berwick St John
 (septembre 2023).
Pour les articles homonymes, voir Berwick.
Berwick St John est une paroisse civile et un village du Wiltshire, en Angleterre.